# سفارة ماليزيا في سويسرا
سفارة ماليزيا في سويسرا هي أرفع تمثيل دبلوماسي لدولة ماليزيا لدى سويسرا. تقع السفارة في كانتون برن وهي تهدف لتعزيز المصالح الماليزية في سويسرا.

## وصلات خارجية
- قائمة سفارات ماليزيا
- قائمة السفارات في سويسرا